# Artur Ribeiro
Artur Ribeiro, né le 11 août 1851 à Lisbonne et mort le 6 octobre 1910, est un militaire et écrivain portugais. Il est le fils du général de brigade Artur Sesinando Ribeiro. 
Élève au Real Colégio Militar, il se porta volontaire au 17e régiment d'infanterie le 10 septembre 1867 où son père était colonel.

## Distinctions
- Légion d'Honneur

## Ouvrages
- Pequeno manual para uso do soldado de infantaria, 1896
- Os caçadores portuguezes na guerra Peninsular, 1899.
- A legião portugueza ao serviço de Napoleão (1808‑1813), 1901
- Theorias nas casernas - Educação militar do soldado, 1902
- Arte e artistas contemporaneos, 3 tomes publiés en 1896,1898 et 1903